# اتلهلم
اتلهلم (fl. 880s) یکی از دو فرزند شاه اتلرد یکم بود.
او پسر بزرگتر از دو پسر شناخته شدهٔ شهبانو ولف‌ثریت و اتلرد یکم (پادشاه وسکس از ۸۶۵ تا ۸۷۱) بود.
پسران شاه اتلرد یکم هنگام مرگ پدرشان در سال ۸۷۱ نوزاد بودند و تاج‌وتخت به عموی آنها آلفرد بزرگ رسید. تنها سابقهٔ قطعی اتلهلم به عنوان یک ذینفع، در وصیت‌نامه آلفرد بزرگ در میانه‌های دههٔ ۸۸۰ است و چنین می‌نماید که او در زمانی در دههٔ آینده درگذشت.
پس از مرگ آلفرد بزرگ در سال ۸۹۹، برادر کوچکتر اتلهلم که نامش اتلولد بود، ایستادگی‌ای ناکام در برابر جانشینی فرزند آلفرد داشت.
پائولین استافورد می‌گوید او که به عنوان یکی از بزرگان ویلتشایر و پدر احتمالی اِلف‌لِـد (که پیرامون سال ۸۹۹ همسر دوم ادوارد مهتر شد) خدمت می‌کرد.
با این همه، باربارا یورک این رای را نمی‍پذیرد و چنین می‌بُـرهاند که به نظر نمی‌رسد آتلینگ‌ها (شاهزادگاني که دارای شرایط پادشاهی بودند) می‌توانسته‌اند الدورمن (بزرگان) شوند چرا که کمک مالی آلفرد به اتهلم نشانگرِ نبودِ خویشاوندی بین آنهاست.

## بن‌مایه
1. ↑  N. J. Higham, D. H. Hill, Edward the Elder: 899-924 (2013), p. 35
2. ↑  Æthelhelm may have had an older brother called Oswald or Osweald (David Dumville, The ætheling: a study in Anglo-Saxon constitutional history, Anglo-Saxon England, 8, 1979, p. 11).
3. ↑  King Alfred's Will in Simon Keynes & Michael Lapidge, translation & notes, Alfred the Great: Asser's Life of King Alfred and Other Contemporary Sources, Penguin, 1983, pp. 177, 321, n. 66.
4. ↑  "Æthelhelm 4 (Male)". Prosopography of Anglo-Saxon England. Archived from the original on 12 November 2018. Retrieved 31 December 2016.
5. ↑  Pauline Stafford, Queen Emma and Queen Edith, Blackwell, 2001, pp. 324–325; PASE s.v. الگو:PASE
6. ↑  Æthelwulf's son Æthelbald may have been an exception. According to Sean Miller, he was appointed an ealdorman in 850 (Sean Miller, Æthelbald, Oxford Online Dictionary of National Biography, 2004), but Simon Keynes suggests that the ætheling and the ealdorman were probably different people (Simon Keynes, Atlas of Attestations, Table XXI, S 301[پیوند مرده])